# Антиклерикальные законы (Французская революция)
Антиклерикальные законы принимались во Франции в период Великой французской революции вплоть до заключения Конкордата Наполеона в 1801 году.

## Предыстория
В XVIII веке 95 % из примерно 27-миллионного населения Франции принадлежали к Римско-католической церкви, а большинство остальных верующих были протестантами-гугенотами; также в стране имелось около 40 тысяч иудеев и микроскопическая мусульманская община. В королевской Франции духовенство было институционализировано в качестве Первого сословия страны. Церковь была крупнейшим собственником земли в стране и получала большие доходы за счёт сбора церковной десятины. Поскольку именно церковь занималась регистрацией рождений, смертей и браков, была единственным институтом, предоставлявшим начальное и среднее образование, а также занимавшимся госпиталями, то она имела огромное влияние на всё население.

## Ход событий

Карта Франции (в современных границах), показывающая (по департаментам) процент священнослужителей, присягнувших в соответствии с новым гражданским законодательством

В августе 1789 года государство отменило право церкви на сбор налогов, после чего встал центральный вопрос политики нового революционного правительства — вопрос о церковной собственности. Было объявлено, что всё церковное имущество во Франции принадлежит народу, и конфискованное имущество распродавалось с публичных аукционов.
В июле 1790 года Национальное учредительное собрание приняло новый закон — «Гражданское устройство духовенства». Духовенство выводилось из-под власти римского Папы и становилось инструментом государства. Папа Пий VI потратил восемь месяцев на разбирательство с этим вопросом, и 13 апреля 1791 года отверг «Гражданское устройство духовенства», что привело к расколу среди французских священников. Лишь пять процентов священнослужителей принесло присягу в соответствии с новым законом, прочие остались неприсягнувшими.
В сентябре 1792 года Законодательное собрание легализовало развод, не признаваемый католической доктриной. Одновременно государство забрало у церкви регистрацию рождений, смертей и браков.
В обществе распространялось мнение о том, что церковь является контрреволюционной силой, поэтому когда начались Сентябрьские убийства — произошли расправы над многими задержанными священнослужителями.
В 1793 году Законодательное собрание, пришедший ему на смену Национальный конвент, а также советы департаментов продолжали принимать антиклерикальные законодательные акты, в основном направленные на конфискацию церковной собственности. Декретом Национального конвента от 5 октября 1793 года был отменён Григорианский календарь и введён Французский республиканский календарь.
Взамен христианства начал активно распространяться Культ Разума. Церемонии культа Разума сопровождались проведением карнавалов, парадов, принуждением священников отрекаться от сана, разграблением церквей, уничтожением или оскорблением христианских священных предметов (икон, статуй, крестов и тому подобной утвари). Кроме этого, проводились церемонии почитания «мучеников Революции». Наибольшего развития культ достиг в Париже, во время проведения «Фестиваля свободы» (фр. Fête de la Liberté) в Соборе Парижской Богоматери 10 ноября (20 Брюмера) 1793 года. 24 ноября 1793 года коммуна Парижа издала декрет о запрете католического богослужения и закрытии всех церквей.
6—7 декабря 1793 года Конвент официально осудил меры насилия, «противоречащие свободе культов». В марте 1794 года культ Разума был запрещён, и начал внедряться Культ Верховного Существа. 8 июня 1794 года в Париже был организован публичный торжественный праздник Верховного Существа, где с речью выступил Робеспьер. После Девятого термидора культ Верховного Существа, ассоциировавшийся с диктатурой Робеспьера, быстро сошёл на нет.
С 1795 года антиклерикализм пошёл на спад. Закон от 21 февраля 1795 года разрешил публичные богослужения (хотя и со строгими ограничениями — колокольный звон, религиозные процессии и демонстрация креста по-прежнему запрещались).

## Итоги и последствия
Около двадцати тысяч священнослужителей, принесших присягу в соответствии с новым законодательством, были вынуждены отречься от сана, а от шести до девяти тысяч согласились (либо были принуждены) вступить в брак. К концу десятилетия около тридцати тысяч священнослужителей были вынуждены покинуть Францию.
Антиклерикальные законы периода Великой французской революции оказали значительное влияние на французскую жизнь: многие из тех, кто в этот период отказались от традиционной религии, так больше никогда к ней и не вернулись.